# Йи
Յ, յ (арм. հիо файле, в кл. орф. յի, йи) — двадцать первая буква армянского алфавита. Создал Месроп Маштоц в 405—406 годах.

## Использование
И в восточноармянском, и в западноармянском языках обозначает звуки [h] и [j]. Числовое значение в армянской системе счисления — 300.
Использовалась в курдском алфавите на основе армянского письма (1921—1928) для обозначения звука [j].
В системах романизации армянского письма передаётся как y (ISO 9985, BGN/PCGN, ALA-LC), h (ALA-LC, в начале слова или морфемы). В восточноармянском шрифте Брайля букве соответствует символ ⠽ (U+283D), а в западноармянском — ⠱ (U+2831).

## Кодировка
И заглавная, и строчная формы буквы йи включены в стандарт Юникод начиная с версии 1.0.0 в блоке «Армянское письмо» (англ. Armenian) под шестнадцатеричными кодами U+0545 и U+0575 соответственно.

## Галерея

Округлый еркатагир
Прямолинейный еркатагир
Болоргир
Нотргир
Шхагир